# Nadburmistrzowie Frankfurtu nad Odrą

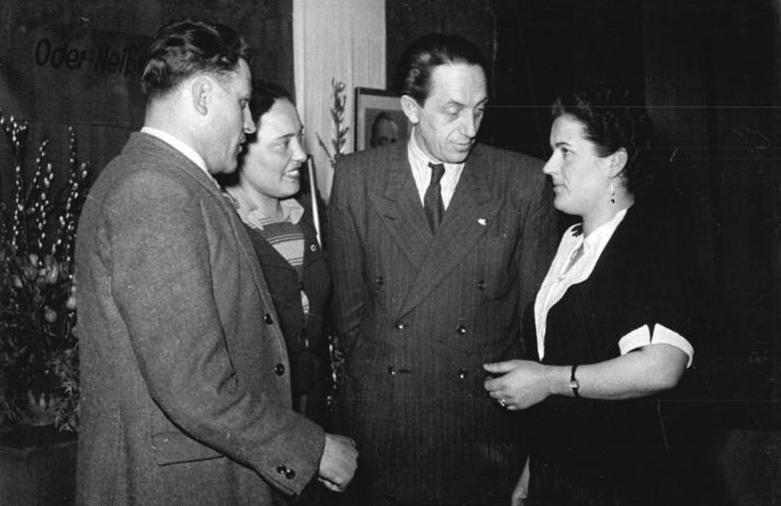
Erwin Hintze (SED) z trojgiem działaczy PRL

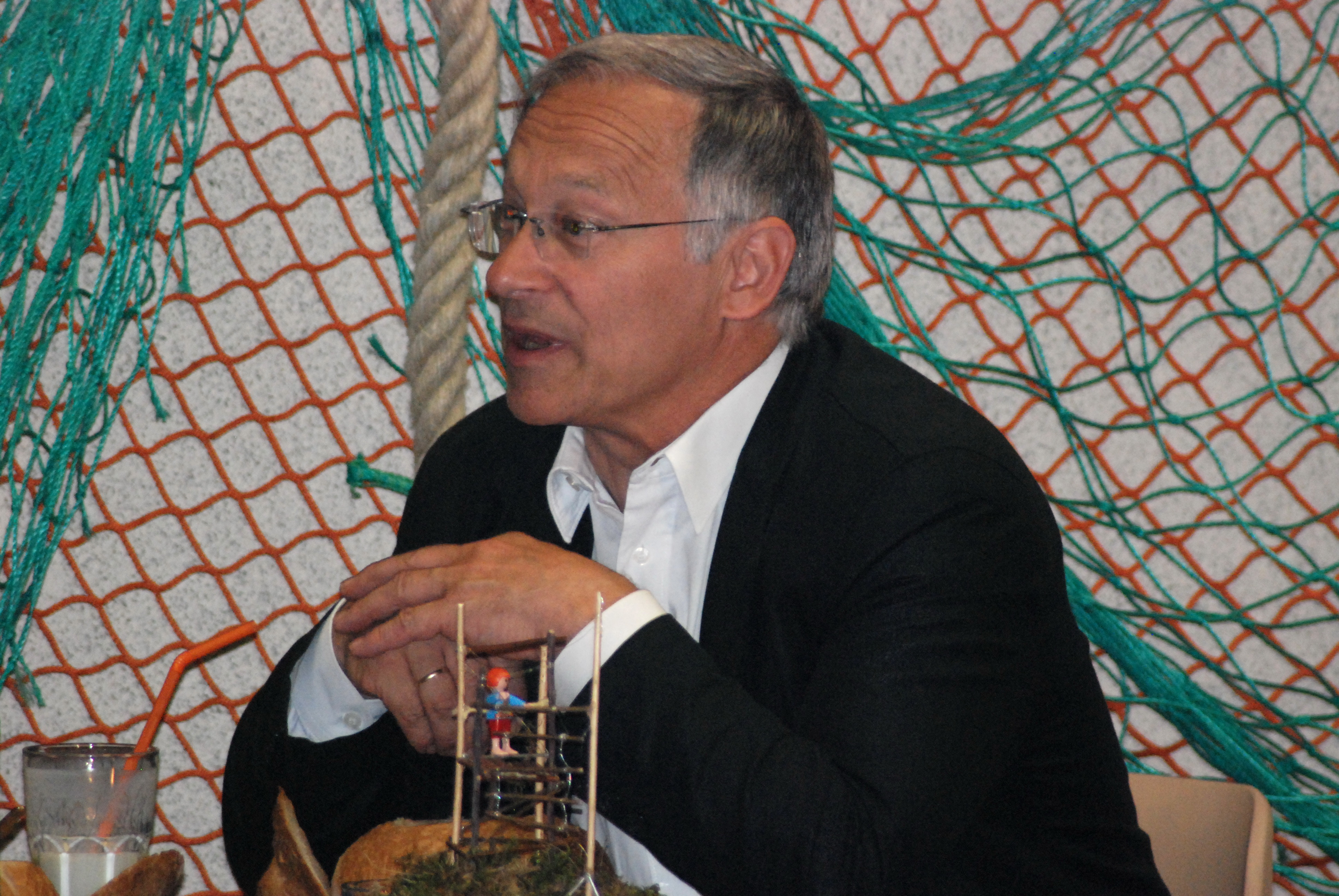
Martin Patzelt (CDU)

Nadburmistrzowie Frankfurtu nad Odrą - lista nadburmistrzów (Oberbürgermeister) niemieckiego miasta Frankfurt nad Odrą.
- Friedrich Gottlieb Krüger (1809-1810)
- Karl Heinrich Endell (1810-1816)
- Dr. Johann Gottlieb Lehmann (1816-1837)
- Julius Eduard Ludwig Gensichen (1838-1850)
- Theodor Spilling (1850-1852)
- Alfred Friedrich Ludwig Albert Piper (1852-1864)
- Friedrich Dagobert Deetz (1864-1871)
- Hermann Friedrich Wilhelm von Kemnitz (1871-1894)
- Dr. jur. Paul Adolph (1894-1903)
- Georg Richter (1903-1917)
- Dr. jur et. phil. Paul Trautmann (1917-1925)
- Dr. jur. Gustav Adolf Hugo Max Kinne (1925-1933)
- Martin Albrecht (NSDAP) (1933-1943)
- Dr. jur. Gero Friedrich (1943)
- Viktor von Podbielski (NSDAP) (1943-1945)
- Dr. med. Ernst Ruge (SPD) (1945-1946)
- Oskar Wegener (SED) (1946-1948)
- Willy Jentsch (SED) (1949-1950)
- Erwin Hinze (SED) (1950-1955)
- Else Noack (SED) (1955-1960)
- Lucie Hein (SED) (1960-1965)
- Wolfgang Klaus (SED) (1965)
- Fritz Krause (SED) (1965-1990)
- Bernhard Wündisch (SED) (1990)
- Dr. Ing. Wolfgang Denda (SPD) (1990-1992)
- Wolfgang Pohl (Neues Forum, SPD) (1992-2002)
- Martin Patzelt (CDU) (od 2002)
- Martin Wilke (Bezpartyjny) (2010-2018)
- Rene Wilke (Die Linke) (2018-  )